# Hunter × Hunter
Hunter × Hunter (ハンター×ハンター, Hantā × Hantā, pronúncia japonesa da expressão inglesa Hunter × Hunter, estilizado como HUNTER×HUNTER; pronunciado "Hunter Hunter", significa Caçador Caçador em português) é uma série de mangá escrita e ilustrada por Yoshihiro Togashi. Os capítulos são serializados na revista Weekly Shōnen Jump desde 3 de março de 1998, onde são compilados e publicados em formato tankobon pela editora Shueisha, embora o mangá tenha frequentemente entrado em hiato desde 2006. A história tem como protagonista Gon Freecss, um menino de 12 anos que quer encontrar o seu pai a todo o custo, então ele decide se tornar um "Hunter", assim como ele, e de alguma forma encontrar o seu paradeiro. À medida que a história avança, Gon faz amizade com outros três Hunters aspirantes: Leorio, Kurapika e Killua, que o acompanham em suas aventuras. No Brasil, o mangá é licenciado e publicado pela editora JBC desde 2008.
Em 1998, o estúdio Pierrot lançou um OVA que resume os primeiros capítulos do mangá, esse piloto OVA é bastante desconhecido para o público em geral. Em 1999, a história de Hunter × Hunter é novamente adaptada, porém, em uma série de anime de 62 episódios, produzida pela Nippon Animation e dirigida por Kazuhiro Furuhashi. A série estreou no Japão em 2001 na Fuji TV. Três séries OVAs totalizando 30 episódios que foram subsequentemente produzidos pela Nippon Animation e lançados no Japão em 2002 até 2004. 8 Episódios adaptam o final do arco de York Shin e 22 episódios que adaptam a saga Greed Island, que foi dividido em duas partes, 'Greed Island' e 'G.I. Final'. No Brasil, o anime foi dublado e estreou em 2005 pelo extinto canal pago Animax e mais tarde em 2007 pelo canal aberto RedeTV!, no bloco TV Kids. Em Portugal, foi exibido legendado pelo Animax local em 2008. Um segundo anime remake produzido pela Madhouse que contou com uma nova equipe de produção e um novo elenco de seiyus, foi ao ar em outubro de 2011 até setembro de 2014, e adaptou a história do mangá desde o primeiro capítulo até o capítulo 339, existe também dois filmes de anime que foram lançados em 2013. Há também inúmeros álbuns de áudio, jogos eletrônicos, musicais, e outras mídias baseadas em Hunter × Hunter que foram lançadas.
Hunter × Hunter tem sido um enorme sucesso de crítica e comercial e se tornou uma das séries de mangá mais vendida da Shueisha, tendo 78 milhões de cópias em circulação apenas a partir de novembro 2019.

## Enredo
Doze anos antes do início da história, Ging Freecss deixou seu filho Gon nas mãos de sua tia Mito na Ilha da Baleia. Gon, que sempre acreditou que seus pais tinham morrido, descobre um dia graças ao aprendiz de seu pai, Kite, que ele ainda está vivo e se tornou um dos melhores Hunters, indivíduos de elite e licenciados para rastrear tesouros secretos, animais exóticos e até mesmo outros indivíduos. Motivado por esta revelação, Gon decide sair de casa e entrar no Exame Hunter, que tem uma série de desafios que buscam testar suas habilidades, como de sobrevivência e trabalho em equipe de seus participantes.
Durante o exame, Gon, conhece e faz amizade com outros três participantes: Kurapika, o último membro do clã Kurata, que quer se tornar um Hunter, a fim de vingar sua família e recuperar os olhos escarlate que foram roubados de seus corpos por um grupo de mercenários conhecidos como Gen'ei Ryodan; Leorio, que só quer ser um Hunter para poder pagar seus estudos de medicina; e Killua Zoldyck, um jovem que deixou sua antiga vida como um membro da família mais famosa de assassinos. Assim, este pequeno grupo de amigos embarcam em uma série de aventuras com cada um tentando conquistar seus objetivos.

### Elementos do enredo
Os Hunters (ハンター, Hantā) são membros licenciados de elite da humanidade, capazes de rastrear tesouros secretos, animais raros, ou até mesmo outros indivíduos. Para obter uma licença deve-se passar no rigoroso anual Exame Hunter, organizado pela Associação de Hunters, que tem uma taxa de sucesso inferior a um em cem mil. Um Hunter pode ser contemplado com até três estrelas; uma única estrela por fazer "certos feitos notáveis"; duas estrelas se for mentor de um outro Hunter que tenha ganhado uma única estrela; e, finalmente, três estrelas por "executar vários feitos notáveis em várias áreas".
Nen (念) é a capacidade de controlar a energia da própria aura, que é constantemente emitida por aqueles que sabem disso ou não. Há quatro técnicas básicas de Nen: Ten (纏) mantém a aura ao arredor do corpo, fortalecendo-o para ser utilizado como defesa; Zetsu (絕) suprime o fluxo externo da aura, útil para ocultar a própria presença e aliviar a fadiga do indivíduo; Ren (練) permite que um usuário produza mais Nen; e Hatsu (發), que é de uso específico de uma pessoa que utiliza Nen. Usuários de Nen são classificados em seis tipos com base em suas habilidades Hatsu; Potenciadores (強化系, Kyōkakei) fortalecem e reforçam as suas capacidades físicas naturais, Emissores (放出系, Hōshutsukei) projetam aura fora de seu corpo, Manipuladores (操作系, Sōsakei) controlam objetos ou seres vivos, Transmutadores (変化系, Henkakei) alteram o tipo ou as propriedades de sua aura, Conjuradores (具現化系, Gugenkakei) criam objetos fora de sua aura, e Especialistas (特質系, Tokushitsukei) tem habilidades únicas que não se enquadram nas categorias anteriores. Um usuário de Nen pode fazer um Contrato (制約, Seiyaku) pelo qual se compromete a seguir certas Limitações (誓約, Seiyaku), e em troca suas habilidades são reforçadas em relação à forma como essas limitações são rigorosas. Um exemplo disto é Kurapika, que, a fim de ter uma corrente inquebrável, impôs uma limitação que ela só pode ser usada contra os membros do grupo Gen'ei Ryodan, caso ele use ela contra alguma outra pessoa que não seja membro desse grupo morrerá.

## Personagens principais
Estarão listados aqui as breves descrições dos personagens principais e seus respectivos seiyūs da obra japonesa, assim como os dubladores brasileira, embora o primeiro anime foi o único que foi dublado no Brasil:
- Gon Freecss (ゴン・フリークス, Gon Furīkusu) é o protagonista da história, um menino de 12 anos que deseja se tornar um Hunter para encontrar seu pai, o lendário Hunter Ging Freecss. Depois de ter vivido muito tempo na floresta, enquanto ele era mais jovem, acabou se tornando muito bom em lidar com animais. Também, possui sentidos extraordinários de olfato e visão. Nas versões japonesas seus seiyūs são Junko Takeuchi no primeiro anime e Megumi Han no segundo, na dublagem brasileira é dublado por Yuri Chesman.
- Killua Zoldyck (キルア・ゾルディック, Kirua Zorudikku) é um menino de 12 anos e melhor amigo do protagonista Gon Freecss. Killua pertence a uma famosa família de assassinos, a família Zoldyck. Evitando ter o mesmo futuro de ser tornar assassino, decide participar do exame para ser tornar um Hunter. É muito ágil e forte em combate. Ele tem uma personalidade muito alegre e serena, em momentos de perigo geralmente é frio e calculista. Nas versões japonesas seus seiyūs são Kanako Mitsuhashi no primeiro anime e Mariya Ise no segundo, na dublagem brasileira é dublado por Fábio Lucindo.
- Kurapika (クラピカ, Kurapika) é o último membro do clã Kuruta, conhecidos pelos seus olhos escarlate (緋色の眼, Hiiro no me). O seu objetivo consiste em perseguir e destruir o grupo responsável pela destruição de seu clã, o Gen'ei Ryodan. Nas versões japonesas seus seiyūs são Yuki Kaida no primeiro anime e Miyuki Sawashiro no segundo, na dublagem brasileira é dublado por Thiago Longo.
- Leorio Paradinight (レオリオ・パラディナイト, Reorio Paradinaito) é um adolescente que inicialmente disse estar participando do Exame Hunter exclusivamente por dinheiro, mas depois revela que é porque ele quer se tornar um médico, e precisa de dinheiro para pagar os seus estudos. Leorio é uma pessoa muito inteligente, que está disposto a ajudar os seus amigos, não importa o que aconteça. Nas versões japonesas seus seiyūs são Hozumi Gôda no primeiro anime e Keiji Fujiwara no segundo, na dublagem brasileira é dublado por Sergio Corcetti.
- Hisoka Morow (ヒソカ・モロウ, Hisoka Morou) é um dos principais antagonistas da história, nada se sabe sobre o seu passado, talvez pelo fato de que ele não esteja interessado nele. Ele é muito confiante com suas habilidades. Sua única motivação é derrotar oponentes escolhidos de acordo com seus próprios critérios, e também parece sentir prazer a este fato, assim como matar. Hisoka é conhecido por seu estilo elegante, lutador cruel e enganador. Nas versões japonesas seus seiyūs são Hiroki Takahashi no primeiro anime e Daisuke Namikawa no segundo, na dublagem brasileira é dublado por Nestor Chiesse.

## Produção
Yoshihiro Togashi, o autor da obra, explicou que um dos seus principais passatempos era colecionar todos os tipos de objetos, e foi isso que ele se baseou para criar uma série envolvendo coletar coisas intitulada "Hunter". Tendo visto Downtown no Gaki no Tsukai ya Arahende!!, um programa de variedades onde os anfitriões muitas vezes repetiam o que falavam apenas para fazer o público rir, Togashi decidiu que o título final da obra seria "Hunter × Hunter". O "x" no título não é pronunciado. Como em seu trabalho anterior, Yu Yu Hakusho, o mangaká utilizou caneta-tinteiro e lápis Kabura para as ilustrações, mas ele usou um eMac para colori-los. Togashi trabalhou com poucos ou praticamente nenhum assistente durante a produção do mangá; porém, alguns de seus amigos e sua futura esposa, Naoko Takeuchi, colaboraram para aplicar a técnica screentone nas páginas de cores sólidas do primeiro volume. Com o nascimento de seu primeiro filho durante o começo da publicação do mangá, este aspecto pessoal de sua vida se tornou de grande influência para o seu trabalho, que influênciou principalmente na história de Hunter × Hunter que se concentra em uma criança à procura de seu pai.
Houve vários casos em que Togashi pediu desculpas aos leitores da Weekly Shōnen Jump da Shueisha pela baixa qualidade de seus desenhos e prometeu redesenhar partes dos capítulos antes do lançamento em tankōbon (volume compilado). Além disso, a história da publicação do mangá Hunter × Hunter tem sido assolada com hiatos, em que os capítulos serializados seriam separados por períodos de tempo prolongados. Após retornar de um hiato de dois anos de duração em junho de 2014, o mangá entrou em hiato novamente dois meses depois. A série voltou a ser serializada a partir deste hiato, que tem sido o mais longo até hoje, em 18 de abril de 2016. No entanto, pouco mais de dois meses depois, Hunter × Hunter entrou em hiato novamente em 4 de junho de 2016, até retornar a serialização novamente em 26 de junho de 2017. Pouco mais de dois meses depois, no dia 31 de agosto, foi anunciado que a série entrará novamente em hiato, com planos para retornar até o final do ano. A série retornou na 9ª edição da Weekly Shōnen Jump em 2018.

## Mídias

### Mangá

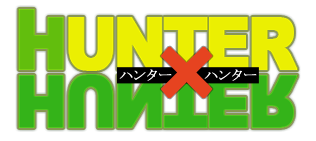
Logo de Hunter × Hunter.

Escrito e ilustrado por Yoshihiro Togashi, os capítulos de Hunter × Hunter começaram a serem serializados na revista Weekly Shōnen Jump em 3 de março de 1998. A editora Shueisha compilou a maior parte desses capítulos em um total de 34 volumes tankōbon a partir de junho de 2017. Começando em dezembro de 2011, a Shueisha começou republicar o mangá em um formato omnibus. A editora publicou um volume por mês em um total de seis volumes, cobrindo até o fim do arco Greed Island da história. Em dezembro de 2012, Togashi escreveu um mangá de duas partes intitulado Kurapika Tsuioku-hen (クラピカ追憶編) que foi uma prequela do primeiro filme de anime. O autor de Tokyo Ghoul Sui Ishida criou um storyboard de 69 páginas de um capítulo de um mangá spin-off de Hunter × Hunter que descreve o passado de Hisoka. O storyboard foi lançado digitalmente via Shonen Jump+ em 2 de junho de 2016.
No Brasil, o mangá é licenciado e publicado pela editora JBC desde janeiro de 2008. Em novembro de 2020, a Editora JBC anunciou que irá fazer a reimpressão da coleção desde o primeiro número a partir de dezembro de 2020 com previsão de relançamento de 2 edições por mês.

### Anime

#### Primeira série (1999)
O anime de Hunter × Hunter, dirigido por Kazuhiro Furuhashi e produzido pelo estúdio Nippon Animation e a Shueisha, foi transmitido pela primeira vez no Japão em 16 de outubro de 1999 na rede de televisão terrestre Fuji Television, durante o mesmo intervalo de tempo de sábado à noite como a versão de anime da série anterior de Togashi, Yu Yu Hakusho. Além disso, Hunter × Hunter foi transmitido na estação de televisão por satélite Animax. A série terminou em 31 de março de 2001, com um total de sessenta e dois episódios, que adaptaram os primeiros onze volumes do mangá. Apesar de ter sido uma adaptação fiel à história original, a violência do anime foi reduzida para o público jovem. A empresa japonesa Marvelous Entertainment lançou para a venda todos os episódios deste anime em formato de vídeo DVD entre 20 setembro de 2000 e 21 de setembro de 2001; tendo um total de treze volumes de DVD compilados.
No Brasil, estreou dublado em 2005 pelo extinto canal pago Animax e mais tarde em 2007 pelo canal aberto RedeTV!, no bloco TV Kids, a dublagem do anime foi produzida no extinto estúdio de dublagem Álamo e teve direção de Élcio Sodré, Vagner Fagundes e Wendel Bezerra, foi também lançado em DVD pela Focus Filmes 3 BOXs, totalizando 9 volumes avulsos, cobrindo somente até o episódio 36 da obra, ficando incompleto o lançamento.  Em Portugal, foi exibido legendado pelo Animax local em 2008.

#### OVAs
Antes da produção da primeira série de anime, Hunter × Hunter foi adaptado em um OVA produzido pelo estúdio Pierrot, sob a direção de Noriyuki Abe. Emitido na Jump Festa Super Anime Tour de 1998 junto com outros OVAs de Seikimatsu Leader den Takeshi! e One Piece, este segue a história do mangá até que Gon deixa a Ilha da Baleia.
Quando o anime Hunter × Hunter cobriu a maior parte do seu material de origem em 2001, a Nippon Animation tomou a decisão de finalizar com a adaptação ao invés de continuar com os fillers. Devido as reações de insatisfação dos fãs pela conclusão do anime, a Nippon Animation produziu três séries de OVAs que continuaram a história de onde a história do anime parou. O primeiro destes OVAs foi dirigido por Satoshi Saga, e ele contou com oito episódios liberados para venda em quatro volumes em DVD a partir de 17 janeiro até 17 abril de 2002. O segundo OVA, Hunter × Hunter: Greed Island, foi dirigido por Yukihiro Matsushita e tinha também oito episódios que foram lançados em DVD de quatro volumes a partir de 19 de fevereiro a 21 de março de 2003. Por último, Hunter × Hunter: G.I. Final, teve a direção de Makoto Sato; desta vez, houve 14 episódios que foram lançados em DVD de sete volumes entre 3 de março e 18 de agosto de 2004. No Japão e no Brasil após a transmissão original do anime no Animax, os OVAs foram ao ar sucessivamente.

#### Segunda série (2011)
Em julho de 2011, foi anunciado uma segunda adaptação em anime de Hunter × Hunter. Em vez de continuar a história de onde os OVAs pararam, este reinicia a história desde o início do mangá em uma tentativa de adaptá-lo com mais fidelidade. Dirigido por Hiroshi Kōjina e produzido pela Madhouse, escrito por Jun Maekawa, e o design dos personagens feito por Takahiro Yoshimatsu. A série começou a ser transmitida na Nippon Television a partir de 2 de outubro de 2011. A série terminou em 23 de setembro de 2014 depois de 148 episódios exibidos, adaptando 339 capítulos do mangá. A série foi lançada em DVD e Blu-ray contando com 146 episódios (os episódios fillers 13 e 26 foram exibidos exclusivamente na TV). Uma hora depois de cada episódio ir ao ar no Japão, o site americano Crunchyroll fornecia a transmissão simultânea legendada da série mundialmente.
No Brasil, o anime está disponível desde agosto de 2023, inicialmente na plataforma de streaming Pluto TV, pelo canal Pluto TV Anime Ação e posteriormente no serviço sob demanda do aplicativo. A série também está disponível na Netflix desde 1º de outubro também do mesmo ano, dublado em ambas as plataformas.

### Filmes
A adaptação para o cinema pela mesma equipe do segundo anime chamada Hunter × Hunter: Phantom Rouge (劇場版 HUNTER×HUNTER 緋色の幻影-ファントム・ルージュ-, Gekijō-ban HUNTER×HUNTER Hiiro no Genei -Fantomu Rūju-), mostrando uma história original, foi anunciado em março de 2012. E foi lançado em 12 de janeiro de 2013 pela Toho. A história centra-se nos esforços de Gon e seus amigos para recuperam os olhos escarlate de Kurapika, que foram roubados por Omokage, a verdadeira pessoa que tem a tatuagem de aranha Nº 4 e que é um membro da Gen'ei Ryodan. O filme é baseado em um mangá criado por Yoshihiro Togashi que conta uma história inédita que ele escreveu por volta de 10 anos atrás.
Um segundo filme foi anunciado logo após à estreia do primeiro chamado Hunter × Hunter: The Last Mission (ハンター X ハンター: ザ・ラスト・ミッション). A história centra-se em Netero, o presidente da Associação de Hunters, uma vez que Gon e seus amigos descobrem os segredos obscuros de seu passado. O filme foi lançado em 27 de dezembro de 2013. A sua versão em DVD e Blu-ray foi lançada em 23 de julho de 2014.

### Trilha sonora
A trilha sonora do primeiro anime de Hunter × Hunter, assim como os OVAs, foram compostas por Toshihiko Sahashi. Quatro álbuns da trilha sonora destes foram lançados pela empresa japonesa Marvelous Entretenimento entre 22 de dezembro de 1999 e 16 de março de 2001. Os três álbuns que pertencem ao anime contêm, no total, cento e trinta duas faixas, incluindo as músicas-tema de abertura e encerramento. O álbum dos OVAs contou com dezoito faixas, enquanto o álbum da trilha sonora da segunda animação tinha trinta, que por sua parte, foi composta por Yoshihisa Hirano. Além, que múltiplos CDs drama e uma série de rádio drama chamado Hunter × Hunter R foram lançados durante a exibição da primeira adaptação do anime.

### Musicais e peça de teatro
Houve dois musicais baseados em Hunter × Hunter. O primeiro, Musical Hunter × Hunter (ミュージカル ハンター×ハンター) foi realizado pela primeira vez em dezembro de 2000. Este teve uma história original que parece se passar entre o final do arco de York Shin e o início do arco de Greed Island. O segundo, Musical Hunter × Hunter: The Nightmare of Zoldyck (ミュージカル ハンター×ハンター ナイトメア・オブ・ゾルディック), foi realizado durante agosto de 2002. Este é uma adaptação dos eventos que ocorrem após o final do arco do Exame Hunter, quando Kurapika, Leorio e Gon viajam em busca de Killua, que foi preso por sua família. Os DVDs e CDs de áudio e de música foram lançados tanto individualmente como coletivamente pela Marvelous Entertainment.
Também, a série foi adaptada para uma peça teatral chamada de Real Stage Hunter × Hunter: «A Longing for Phalcnothdk ~ A Spider's Memory ~» (リアルステージ ハンター×ハンター｢A Longing for Phalcnothdk 〜蜘蛛の記憶〜｣), que foi encenada dezesseis vezes no Teatro Sun-mall em Shinjuku, e foi exibida em Tóquio durante o mês de agosto em 2004. A peça conta o final do grupo de mercenários Gen'ei Ryodan no arco de York Shin. O DVD da peça foi lançado no Japão em 10 de dezembro de 2004.

### Jogos eletrônicos
Como outras séries, foram criados inúmeros jogos eletrônicos baseados em Hunter × Hunter; não obstante, eles têm sido lançados exclusivamente no Japão. Muitos destes jogos foram desenvolvidos ou publicados por empresas japonesas como a Konami e a Bandai, e abrangem gêneros como RPG, estratégia, ação e aventura. Também, os consoles de jogos eletrônicos onde você pode jogar estes jogos variam de WonderSwan, WonderSwan Color, Game Boy Color, Game Boy Advance, PlayStation e PlayStation 2. Um segundo jogo baseado na adaptação do anime foi lançado para o console PlayStation Portable em 20 de setembro de 2012.
Vários personagens de Hunter × Hunter apareceram nos jogos eletrônicos de luta Jump Super Stars e Jump Ultimate Stars para Nintendo DS e J-Stars Victory Vs para PlayStation 3, PlayStation 4 e PlayStation Vita, ambos os jogos fazem crossover com os personagens dos mangás serializados na revista Weekly Shōnen Jump.

### Outras mídias
A franquia de Hunter × Hunter se expandiu tanto que até mesmo vários livros complementares foram escritos, todos eles lançados para venda pela editora Shueisha. Para o primeiro anime, o escritor Nobuaki Kishikan criou três livros que foram lançados entre dezembro de 1999 até agosto de 2001. Também, um guia para o mesmo anime, intitulado Hunter × Hunter Characters Book: World × Character × Blessing (Hunter × Hunter キャラクターズブック World × Character × Blessing), foi publicado pela Shueisha em janeiro de 2001. Para o mangá foi publicado um outro guia, intitulado Hunter × Hunter: Hunters Association Official World and Character Guide (Hunter × Hunter ハンター協会公式発行ハンターズ・ガイド), em 4 de julho de 2004. Foi lançado também vários jogos de cartas pela Bandai, action e trading figures, e vários outros colecionáveis.

## Recepção

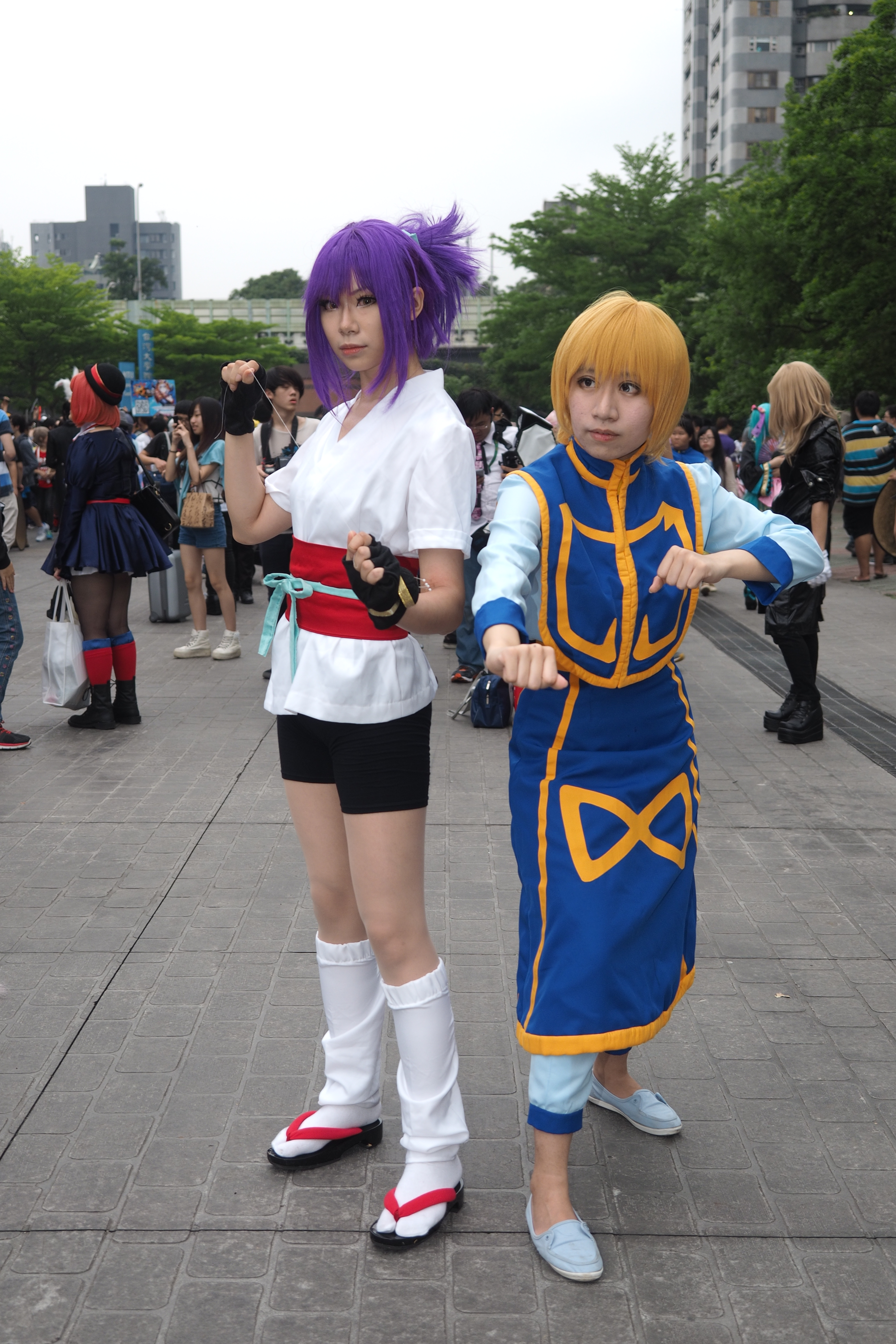
Cosplayers de dois personagens de Hunter × Hunter.

### Recepção do mangá
O mangá de Hunter × Hunter tem sido comercialmente bem sucedido amplamente; tendo vendido mais de 60,5 milhões de volumes compilados no Japão a partir de fevereiro 2012, tornando-se à oitava série de mangá mais vendida da Shueisha. Este número cresceu para 66 milhões de cópias em 2014. O mangá tinha mais de 72 milhões de cópias em circulação no Japão em dezembro de 2018, e mais de 78 milhões de cópias em circulação em novembro de 2019. Vários de seus volumes individuais foram um dos mangás mais vendidos no Japão durante a sua semana de lançamento; tais como os volumes 25 a 29. Os volumes 24 e 27 ficaram entre os volumes mais vendidos nos respectivos anos. Hunter × Hunter foi a oitava série de mangá mais vendida nos anos 2012 e 2013, com 3,4 e 4,6 milhões de cópias vendidas nesses anos, respectivamente. Na América do Norte, os volumes 23 até o 27 foram classificados na lista de top 300 dos romances gráficos mais vendidos nas vendas estimadas pela Diamond Comic Distributors.
O mangá de Hunter × Hunter tem recebido muitos elogios por seu enredo e os personagens. Jason Thompson, autor do Manga: The Complete Guide, descreveu seu enredo como "quase uma aleatória compilação de drama, batalhas, puzzles, e trapaças" que funciona tanto em uma base de capítulo por capítulo e uma escala maior. Thompson comentou também que os elaborados objetivos e subtramas de cada um dos personagens principais, a história poderia aparentemente durar para sempre, apesar de ser imprevisível o suficiente para manter o interesse do leitor. Charles Solomon, um escritor do The New York Times e Los Angeles Times, admirava a seriedade moral de Gon, uma qualidade que dá o protagonista "um apelo ao seu implacavel otimismo em contrapartida." Publishers Weekly deu uma avaliação positiva do primeiro volume do mangá, declarando que Togashi "mostra um toque hábil" com a sua história padrão, chamando sua arte de "clara e graciosa", e menciona que seus personagens são "cativantes e complexos." Enquanto que Rika Takahashi do EX.org e Claude J. Pelletier do Protoculture Addicts acharam que o estilo de arte em Hunter × Hunter é muito mais simples do que as duas series anteriores de Togashi, Level E e Yu Yu Hakusho, mas ambos os revisores apreciaram a narrativa complexa e os personagens.

### Recepção do anime

#### Série de 1998
A primeira série de anime de Hunter × Hunter desfrutou de uma popularidade mais modesta do que a sua fonte que é o mangá. Newtype listou o anime como tendo uma classificação na televisão japonesa de 10,5 no quarto trimestre de 2000. A audiência do programa foi classificada na sexta posição no top 10 das séries de televisão de anime mais assistidas no Japão em fevereiro de 2001. A série foi votada como o 16º melhor anime de 2000, no Animage Anime Grand Prix, mas subiu para o quarto lugar no ano seguinte. Em 2001, a equipe de uma revista listou como o 94º anime mais importante de todos os tempos. Em 2006, em uma pesquisa feita no Japão pelo website da rede de televisão TV Asahi, a primeira adaptação de Hunter × Hunter foi votada como o vigésimo oitavo melhor anime de todos os tempos. Em 2010, Briana Lawrence do Mania.com listou Hunter × Hunter em novo lugar na lista dos "10 Animes que Precisam de um Reboot."
A recepção crítica para a primeira adaptação para a TV de Hunter × Hunter tem sido geralmente favorável. Miyako Matsuda do Protoculture Addicts, Carl Kimlinger do Anime News Network (ANN), e Derrick L. Tucker do THEM Anime Reviews acharam todos os pontos de vista positivos expressos da narrativa e os personagens da série. Matsuda ficou admirado com mundo cheio de aventuras de Hunter × Hunter e as qualidades de caráter prático de amizade, esforço, e vitória inseridas por Togashi. Analizando o segundo volume do DVD da VIZ Media, Kimlinger sumarizou, "O enredo de Togashi é sagaz e, ocasionalmente, perspicaz e os visuais de Furuhashi inventiva ainda em sintonia com o ritmo medido da série. Juntos, eles criam uma série de ação shonen que é divertida de assistir e, curiosamente, respeitosa da inteligência de seu público. De fato uma combinação estranha." Tucker admitiu estar "enfeitiçado" pela série que deve-se principalmente aos personagens notáveis e originais, especialmente a interação entre as personalidades muito diferentes dos membros do Gen'ei Ryodan. Kimlinger deu elogios especiais às características do complexo vilão Hisoka, e a profunda transformação emocional de Kurapika na segunda metade da série. Theron Martin, também do ANN, em contraste achou o enredo dos primeiros episódios clichê, chamado o protagonista Gon de "um óbvio derivado de Son Goku", e afirmou que muitos dos elementos da história já foram mostradas por outras séries shonen, como Dragon Ball Z uma década antes. Martin também alegou que estava descontente pela falta de desenvolvimento dos protagonistas nos episódios iniciais.
A arte e a animação do anime de Hunter × Hunter também foram elogiadas pela imprensa. Kimlinger e Tucker ficaram impressionados com sua direção de arte, nos quais criticaram a adaptação da obra de Togashi por Furuhashi como tendo uma "energia discreta e talento, aproveitando ao máximo da era de animação tradicional (1999) e misturando com a era da animação em CG de uma proeza física para produzir com fluidez em Gon e seus amigos, uma vida emocionante." Martin criticou tanto a arte como as diferenças sutis no design dos personagens. "A arte não só mostra a sua idade, mas, de fato, parece mais velho do que realmente é," o revisor comentou, "que remete para um dia em que a coloração digital e melhorias em CG não eram onipresentes e subsídios para uma aparência mais áspera foram maiores." As opiniões sobre a trilha sonora dos série foram mistas. Martin notou positivamente a trilha sonora como o ponto de produção mais forte de Hunter × Hunter. Tucker achou a trilha sonora satisfatória e foi melhorando quando a série iria progredindo, mas não achou que foi explorado todo o seu potencial. E Kimlinger achou agradável e adequada a trilha sonora na maioria dos casos.

#### Série de 2011

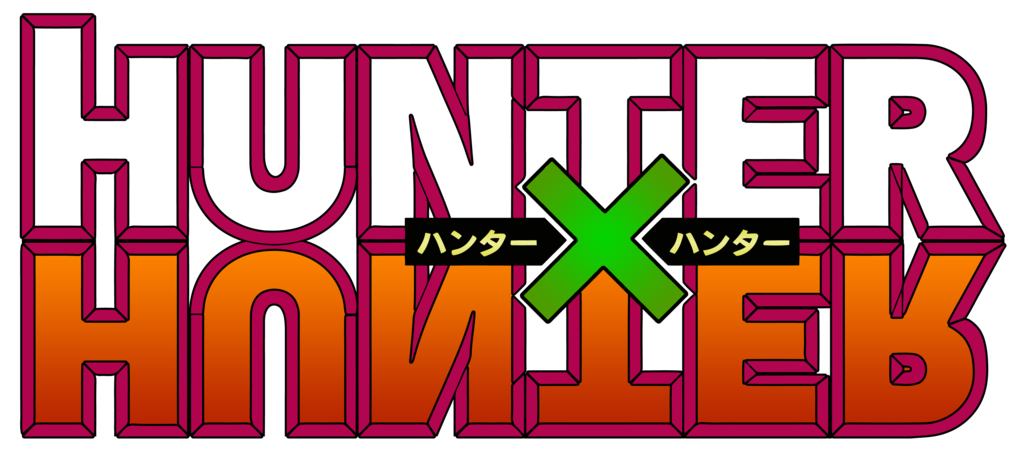
Logo da versão reboot de 2011

A adaptação da Madhouse de 2011 foi recebida com aclamação da crítica mundial. Enquanto a série como um todo recebeu elogios generalizados, principalmente o arco das Chimera Ants em particular. Além de ser recebida com críticas elogiosas, o arco tem gerado muita discussão e análise de seus temas, símbolos, personagens e como a estrutura narrativa é contada. O arco é comumente visto como uma desconstrução de um shōnen e anime de ação; outras interpretações concentraram-se em supostos paralelos simbólicos com o Budismo e guerra nuclear. Nick Creamer comparou o arco como um "drama de guerra." Em um longo texto, Creamer leu o arco como um estudo e simultaneamente no final como uma crítica de defesa da natureza humana.
Grande parte da história do arco concentra-se em seu vilão, o rei Chimera Ant. Em contrapartida com a análise de Creamer, Luke Halliday, analisando os personagens, descreveu a história como "uma exploração em o que significa ser humano." Em partes, Halliday descreve o desenvolvimento do Rei como "um dos mais interessantes e cativantes vilões em anime...a jornada (do Rei) é simplesmente inesquecível" e afirma que acredita de que o arco "vai ficar como uma das maiores histórias contadas em anime."
Nick Creamer possui opinião semelhante, escrevendo que "a série possui uma estética fantástica acima da média de quase tudo lá fora – na direção, na trilha sonora, no ritmo, na animação, e em basicamente todos os méritos estéticos relevantes, Hunter × Hunter triunfa. E que manter toda essa qualidade em cento e poucos episódios é no mínimo surpreendente."